# Sumberwaru (Banyuputih)
Sumberwaru is een bestuurslaag in het regentschap Situbondo van de provincie Oost-Java, Indonesië. Sumberwaru telt 8229 inwoners (volkstelling 2010).